# Poulet du général Tao
Le poulet du général Tao  (chinois simplifié : 左公鸡 ; pinyin : zuǒ gōng jī ou chinois simplifié : 左宗棠鸡 ; pinyin : zuǒ Zōng Táng jī, en chinois), est un mets fait de petits morceaux de poulet frits enrobés dans une sauce sirupeuse sucrée. Ce plat est un plat de la cuisine du Hunan (chinois : 湘菜), il a probablement été créé par Peng Chang-kuei (zh) (chinois : 彭长贵), cuisinier taïwanais originaire de cette province, en 1952.
En Amérique du Nord, il est proposé dans les restaurants servant de la cuisine sichuanaise.

## Description
Le poulet du général Tao est généralement composé de morceaux de chair brune de poulet, frits puis assaisonnés avec du gingembre, de l'ail, de l'huile de sésame, des échalotes et des piments forts, du sucre et souvent servis avec du brocoli. Le ketchup est aussi parfois utilisé.
Bien que peu dispendieux à produire, le poulet du général Tao est souvent présenté comme une « spécialité du chef » dans beaucoup de restaurants chinois d'Amérique du Nord, ce qui permet de lui donner un prix plus élevé. Souvent, des restaurants chinois plus raffinés ne serviront pas ce plat, ou encore ils le feront avec du blanc de poulet plutôt qu’avec les cuisses parce que la cuisine nord-américaine préfère le blanc alors que la cuisine asiatique préfère la chair brune.
Plusieurs restaurants servent aussi le « tofu du général Tso », que certains végétariens préfèrent à la viande coriace et grasse utilisée dans le poulet du général Tao.
La raison pour laquelle ce plat porte un nom relié au général chinois Zuo Zongtang (左宗棠, 1812-1885) n'est pas claire. Celui-ci était un héros de guerre du XIXe siècle. Il est très peu probable qu'il ait eu l'occasion de goûter à ce plat[réf. souhaitée]. Il y a également des témoignages contradictoires sur l'origine du plat. L'auteur du livre Chinese Kitchen, Eileen Yin-Fei Lo, affirme que ce plat vient du Hunan. Selon le chroniqueur gastronomique Joe DiStefano, ce plat aurait été créé à Taïwan dans les années 1950 par un chef du Hunan, cuisinier du palais présidentiel du gouvernement nationaliste chinois, à l'occasion d'une rencontre de l'amiral Arthur W. Radford, chef d'État-Major des armées des États-Unis, avec le président Tchang Kaï-chek. D'autres sources désignent plutôt le Chinatown de New York dans les années soixante-dix[réf. souhaitée].

## Appellations régionales
Pour des raisons obscures, ce plat est aussi appelé General Gau's Chicken dans la région de Boston. Les Canadiens francophones l'appellent « poulet général Tao ». Dans d'autres régions et d'autres restaurants, on retrouve aussi les noms General Zhou's Chicken ou General Chou's Chicken.